# Kaple špitálských bratří svatého Jana z Boha
Kaple špitálských bratří svatého Jana z Boha (fr. Chapelle des Frères hospitaliers de Saint-Jean-de-Dieu) je katolická kaple v 15. obvodu v Paříži, na adrese Rue Lecourbe č. 223. Kapli spravuje Hospitálský řád sv. Jana z Boha a slouží zdejšímu náboženskému centru, nemocnic, škole a řádové komunitě.

## Historie
Bratři postavili v roce 1858 centrum pro nemocné a chudé chlapce, které vychovávali a učili řemeslu. Kaple byla postavena v letech 1897–1898 díky darům, které poskytli donátoři Clotilde Cazelles a Adolphe Demy. Clotilde Cazelles je znázorněna na vitráži rozety, jak se modlí před modelem kaple, kterou nabízí svatému Janovi z Boha.
Na přelomu 19. a 20. století byly ve Francii vydány antikongregační zákony, na základě kterých všechny katolické kongregace musely opustit francouzské území. Bratři nebyli vyhoštěni, jejich kongregace byla jednou z pěti výjimek.

## Architektura
Jednolodní kaple je v eklektickém spíše novogotickém stylu. Sochy na fasádě jsou od Eugèna Beneta, obrazy představující život svatého Jana z Boha vytvořil Charles-Louis de Coubertin (1879), jsou zde také fresky zachycující epizody ze života světce. Novogotický hlavní oltář byl odstraněn v 70. letech 20. století.